# Чапаево (Красногвардейский район)
Чапа́ево  (до 1948 года Нейшпро́цунг; укр. Чапаєве, крымскотат. Neyşprotsung, Нейшпроцунг) — село в Красногвардейском районе Республики Крым, входит в состав Восходненского сельского поселения (согласно административно-территориальному делению Украины — Восходненского сельского совета Автономной Республики Крым).

## Население
| 2001 | 2014 |
| ---- | ---- |
| 441  | ↘249 |

Всеукраинская перепись 2001 года показала следующее распределение по носителям языка
| Язык             | Процент |
| ---------------- | ------- |
| русский          | 48.07   |
| украинский       | 24.94   |
| крымскотатарский | 20.63   |
| другие           | 0.46    |

### Динамика численности
- 1926 год — 81 чел.[10]
- 1989 год — 419 чел.[11]
- 2001 год — 441 чел.[12]
- 2009 год — 406 чел.[13]
- 2014 год — 249 чел.[14]

## Современное состояние
На 2017 год в Чапаево числится 5 улиц; на 2009 год, по данным сельсовета, село занимало площадь 99,3 гектара на которой, в 120 дворах, проживало 406 человек. В селе действует фельдшерско-акушерский пункт. Село связано автобусным сообщением с райцентром и соседними населёнными пунктами.

## География
Чапаево — село на северо-востоке района, в степном Крыму, у границы с Джанкойским районом, высота центра села над уровнем моря — 37 м. Соседние сёла: Восход в 2 км на юго-запад и Плодородное в 1,5 км на запад. Расстояние до райцентра — около 16 километров (по шоссе), там же ближайшая железнодорожная станция — Урожайная. Транспортное сообщение осуществляется по региональной автодороге 35Н-218 Восход — Чапаево, протяжённостью 3,0 км (по украинской классификации — С-0-10606).

## История
Еврейская колония Ломовик возникла в 1925 году, когда советские власти приступили к организованному переселению евреев в Крым. Согласно Списку населённых пунктов Крымской АССР по Всесоюзной переписи 17 декабря 1926 года, в селе Найшпроцунг (оно же Ломовик), Ротендорфского сельсовета Джанкойского района, числилось 22 двора, из них 21 крестьянский, население составляло 81 человек, из них 78 евреев 3 русских. Постановлением Президиума КрымЦИКа «Об образовании новой административной территориальной сети Крымской АССР» от 26 января 1935 года был создан немецкий национальный (лишённый статуса национального постановлением Оргбюро ЦК КПСС от 20 февраля 1939 года) Тельманский район (с 14 декабря 1944 года — Красногвардейский) и село включили в его состав.
После освобождения Крыма от фашистов, 12 августа 1944 года было принято постановление № ГОКО-6372с «О переселении колхозников в районы Крыма» по которому в район из областей Украины и России переселялись семьи колхозников, а в начале 1950-х годов последовала вторая волна переселенцев из различных областей Украины. С 25 июня 1946 года Нейшпроцунг в составе Крымской области РСФСР. Указом Президиума Верховного Совета РСФСР от 18 мая 1948 года, Нейшпроцунг переименовали в Чапаево. В 1954 году село передано в состав Украинской ССР. 26 апреля 1954 года Крымская область была передана из состава РСФСР в состав УССР. Время включения в Плодородненский сельсовет пока не установлено: на 15 июня 1960 года село уже числилось в его составе. В 1966 году создан Восходненский сельсовет, в который включили село. По данным переписи 1989 года в селе проживало 419 человек. С 12 февраля 1991 года село в восстановленной Крымской АССР, 26 февраля 1992 года переименованной в Автономную Республику Крым. С 21 марта 2014 года — аннексировано Россией.
12 мая 2016 года парламент Украины, не признающей российскую аннексию, принял постановление о переименовании села в Нейшпроцунг (укр. Нейшпроцунг), в соответствии с законами о декоммунизации, однако данное решение не вступает в силу до «возвращения Крыма под общую юрисдикцию Украины».